# Yukitsuna Sasaki
Yukitsuna Sasaki (jap. 佐佐木 幸綱, Sasaki Yukitsuna; * 8. Oktober 1938) ist ein japanischer Lyriker und Literaturwissenschaftler.
Der Enkel des Lyrikers Nobutsuna Sasaki ist Professor für japanische Literatur an der Waseda-Universität in Tokio. Er leitet die Schriftstellergruppe Chikuhaku Kai und ist Herausgeber der von seinem Großvater gegründeten Literaturzeitschrift Kokoro no hana (Herzensblüten). Sasaki veröffentlichte mehrere Werke über Tanka-Literatur und verfasste selbst vierzehn Tanka-Bände.  2011 wurde er mit dem Yomiuri-Literaturpreis in der Kategorie Lyrik ausgezeichnet.